# Dame Traoré
Pour les articles homonymes, voir Traoré.
Dame Traoré est un footballeur international qatarien né le 19 mai 1986 à Metz (Moselle). Il est défenseur (arrière central). 
C'est le jeune frère de Mody Traoré, lui aussi footballeur.

## Biographie
Il s'engage en 2009 avec le club qatari de Lekhwiya.

## Carrière
- 2003-déc. 2003 :  SM Caen B
- jan. 2004-oct. 2009 :  Valenciennes FC
  - 2005-2006 :  CS Sedan B (prêt)
- oct. 2009-sep. 2015 :  Lekhwiya SC[2]
- sep. 2015-2016 :  Al Arabi Doha
- 2016-2017 :  El Jaish SC
- depuis 2017 :  Al-Duhail SC

## Palmarès
- Champion de France de National en 2005 avec Valenciennes
- Champion de France de Ligue 2 en 2006 avec Valenciennes
- Champion du Qatar en 2011, 2012, 2014 et 2018
- Vice-Champion du Qatar en 2013 avec Lekhwiya
- Vainqueur de la Coupe Crown Prince de Qatar en 2013 avec Lekhwiya